# Paddagamer
Paddagamer (Phrynocephalus) är ett släkte av ödlor som ingår i familjen agamer.
Arterna når vanligen en längd av 10 till 20 cm. Namnet syftar på huvudet som påminner om paddornas huvud. Dessa ödlor förekommer främst i Asien men vissa medlemmar hittas i Sydosteuropa.

## Dottertaxa tillPhrynocephalus, i alfabetisk ordning[4]
- Phrynocephalus affinis
- Phrynocephalus albolineatus
- Phrynocephalus alticola
- Phrynocephalus arabicus
- Phrynocephalus arcellazzii
- Phrynocephalus axillaris
- Phrynocephalus birulai
- Phrynocephalus clarkorum
- Phrynocephalus elegans
- Phrynocephalus euptilopus
- Phrynocephalus forsythii
- Phrynocephalus frontalis
- Phrynocephalus geckoides
- Phrynocephalus golubewii
- Phrynocephalus guttatus
- Phrynocephalus helioscopus
- Phrynocephalus hongyuanensis
- Phrynocephalus interscapularis
- Phrynocephalus lidskii
- Phrynocephalus luteoguttatus
- Phrynocephalus maculatus
- Phrynocephalus melanurus
- Phrynocephalus moltschanowi
- Phrynocephalus mystaceus
- Phrynocephalus nasatus
- Phrynocephalus ornatus
- Phrynocephalus parvulus
- Phrynocephalus parvus
- Phrynocephalus persicus
- Phrynocephalus przewalskii
- Phrynocephalus pylzowi
- Phrynocephalus raddei
- Phrynocephalus reticulatus
- Phrynocephalus roborowskii
- Phrynocephalus rossikowi
- Phrynocephalus salenskyi
- Phrynocephalus scutellatus
- Phrynocephalus sogdianus
- Phrynocephalus steindachneri
- Phrynocephalus strauchi
- Phrynocephalus theobaldi
- Phrynocephalus versicolor
- Phrynocephalus vlangalii
- Phrynocephalus zetangensis